# Zeche Magdeburg
Die Zeche Magdeburg ist ein ehemaliges Steinkohlenbergwerk in Aplerbeck. Das Bergwerk war auch unter dem Namen Zeche Magdeburg & Leipzig bekannt. Der Stollen des Bergwerks war bereits im Jahr 1839 in der Karte „Uraufnahme der preußischen Landschaft“ eingezeichnet.

## Lage
Die Zeche lag nördlich der damaligen Ortslage im Bereich der heutigen Erbpachtstraße und verfügte über einen eigenen Bahnanschluss von gut 1500 Meter Streckenlänge zum Bahnhof Dortmund-Aplerbeck, der 1855 durch die Bergisch-Märkische Eisenbahn-Gesellschaft angelegt worden war.

## Bergwerksgeschichte
Im Jahr 1844 wurde die Mutung für die Grubenfelder Magdeburg und Leipzig eingelegt. Noch im selben Jahr wurde begonnen, einen Schurfschacht für die Mutung des Feldes Leipzig abzuteufen. Am 13. Juli desselben Jahres wurden die Teufarbeiten gestundet. Im Jahr 1846 wurde eine Dampfmaschine für die Wasserhaltung installiert. Nachdem diese in Betrieb genommen war, wurden die Teufarbeiten fortgesetzt. Im darauffolgenden Jahr wurde bei einer Teufe von 32 ⅞ Lachter ein Sitzort aufgefahren. Diese Strecke wurde bis zum Fundbohrloch im Feld Magdeburg aufgefahren. Im Jahr 1848 wurden die beiden Geviertfelder Magdeburg mit Beilehn Leipzig verliehen. Die Berechtsame umfasste zu diesem Zeitpunkt eine Fläche von 1,5 km2. Im Jahr 1854 war das Bergwerk nachweislich in Betrieb. Im Jahr 1867 wurde ein Teil des Grubenfeldes an die Zeche Hörder Kohlenwerk verpachtet, Im Jahr 1894 wurden die restlichen Feldesteile an die Zeche Hörder Kohlenwerk verpachtet. Am 28. Januar des Jahres 1897 wurde der Pachtvertrag mit der Zeche Hörder Kohlenwerk gelöst. Am 29. November des Jahres 1900 wurde das Grubenfeld der Zeche Magdeburg an die Zeche Vereinigte Schürmann & Charlottenburg verpachtet.